# 巴尔纳沃
巴尔纳沃（法語：Barnave）是法国德龙省的一个市镇，属于迪镇区。

## 地理
巴尔纳沃（44°39'36"N, 5°22'12"E）面积13.06 平方千米，位于法国奥弗涅-罗讷-阿尔卑斯大区德龙省，该省份为法国东南部内陆省份，北起顺时针与伊泽尔省、上阿尔卑斯省、上普罗旺斯阿尔卑斯省、沃克吕兹省和阿尔代什省接壤。
与巴尔纳沃接壤的市镇（或旧市镇、城区）包括：欧斯隆、芒格隆、迪瓦地区蒙莫尔、佩讷勒塞克、勒库博-让萨克、里蒙和萨韦勒、圣罗芒。

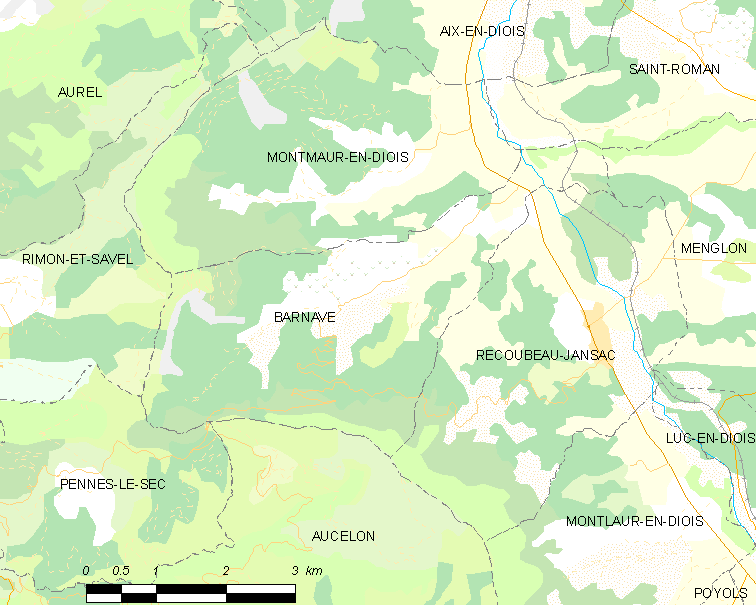
巴尔纳沃的OSM定位图

巴尔纳沃的时区为UTC+01:00、UTC+02:00（夏令时）。

## 行政
巴尔纳沃的邮政编码为26310，INSEE市镇编码为26025。

## 政治
巴尔纳沃所属的省级选区为迪瓦县。

## 人口

1962-2008年间巴尔纳沃人口变化图示

巴尔纳沃于2022年1月1日时的人口数量为216人。